# Portugalská hymna
Hymna Portugalska je píseň A Portuguesa (česky Portugalská píseň). Autorem slov je Henrique Lopes de Mendonça. Hudbu složil portugalský skladatel a malíř Alfredo Keil.

## Historie hymny

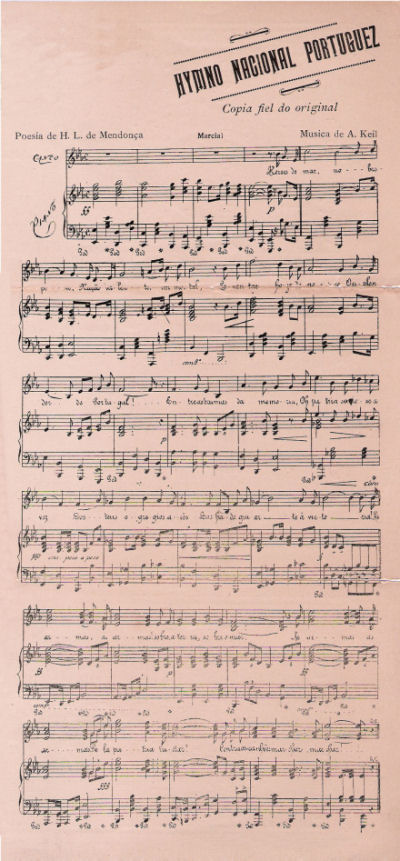
Copy of the original sheet music of the national anthem of Portugal, "A Portuguesa".

Portugalská hymna A Portuguesa byla složena v roce 1891 a stala se takřka vzápětí revoluční písní. Dílo vzniklo na vlně protivládních nálad způsobených mj. koloniální politikou panovníka, který v roce 1890 přes všeobecná očekávání přistoupil na podmínky ultimáta nadiktovaného Velkou Británií. Autorem slov je Henrique Lopes de Mendonça, hudby pak Alfredo Keil. Portugalská píseň byla přijata jako oficiální hymna republiky v roce 1910. Nynější podoba hymny pochází až z roku 1957, od té původní z roku 1890 se však liší jen minimálně, a to v refrénu.

## Text a překlad verze z roku 1957
| 1. Heróis do mar, nobre povo, Nação valente, imortal Levantai hoje de novo O esplendor de Portugal! Entre as brumas da memória, Ó Pátria, sente-se a voz Dos teus egrégios avós Que há-de guiar-te à vitória! Ref.: Às armas, às armas! Sobre a terra sobre o mar, Às armas, às armas! Pela Pátria lutar Contra os canhões marchar, marchar! 2. Desfralda a invicta Bandeira, À luz viva do teu céu! Brade a Europa à terra inteira: Portugal não pereceu Beija o solo teu jucundo O oceano, a rugir d`amor, E o teu Braço vencedor Deu mundos novos ao mundo! Ref.: Às armas, às armas! Sobre a terra sobre o mar, Às armas, às armas! Pela Pátria lutar Contra os canhões marchar, marchar! 3. Saudai o Sol que desponta Sobre um ridente porvir; Seja o eco de uma afronta O sinal de ressurgir. Raios dessa aurora forte São como beijos de mãe, Que nos guardam, nos sustêm, Contra as injúrias da sorte. Ref.: Às armas, às armas! Sobre a terra, sobre o mar, Às armas, às armas! Pela Pátria lutar Contra os canhões marchar, marchar! | 1. Hrdinové moře, ušlechtilý lide, Statečný nesmrtelný národe, Pozvedni dnes znovu Slávu Portugalska! Z mlh paměti, Ó Vlasti,je slyšet hlas Našich velkých předků, Který tě musí dovést k vítězství. Ref.: Do zbraně, do zbraně! Na zemi, na moři! Do zbraně, do zbraně! Bojovat za naši vlast! Proti dělům jít, pochodovat! 2. Rozviň neporazitelný prapor, Proti živému světlu tvé oblohy! Zvolej k Evropě a celému světu: Portugalsko nezhynulo. Polib svou sladkou zemi Oceán, který hučí láskou, tvá vítězná paže Dala světu světy nové. Ref.: Do zbraně, do zbraně! Na zemi, na moři! Do zbraně, do zbraně! Bojovat za naši vlast! Proti dělům jít, pochodovat! 3. Pozdravte Slunce, které září Na šťastnou budoucnost; Ať je ohlasem na urážku Signálem znovuzrození. Paprsky této silné jitřenky Jsou jako polibky matky, Které nás chrání, podpírají Proti nepřízni osudu. Ref.: Do zbraně, do zbraně! Na zemi, na moři! Do zbraně, do zbraně! Bojovat za naši vlast! Proti dělům jít, pochodovat! |

## Refrén původní verze
| Às armas, às armas! Sobre a terra, sobre o mar, Às armas, às armas! Pela patria lutar! Contra os Bretões marchar, marchar! | Do zbraně, do zbraně! Na zemi, na moři! Do zbraně, do zbraně! Bojovat za naši vlast! Proti Britům jít, pochodovat! |